# بنو الورد
بنو الورد أو اللخميون نسبة إلى بنو لخم, هي قبيلة عربية و سلالة حكمت مدينة بنزرت منذ عام 1056 إلى عام 1159.

## أصلهم و بلادهم
ينتسب بنو الورد إلى الورد بن ذي عابل بن اقيان بن زرعة بن الهميسع بن حميّر بن سبا وهو أول من تسمى بالورد، اسم من أسماء الاسد، من قبائل اليمن. وهم يتسمون بالمعرفة وما زالت مساكنهم في مواطن آل اقيان بن حميّر الواقعة في الشمال الغربي من صنعاء (من أشهر ثلاث خطباء  من بنو الورد توارثوا الخطبة في الجامع الكبير بصنعاء ولهم مؤلفات لا زال البعض منها مخطوطات) وفي المحويت (الظاهر) بني الصريبي ظاهر مصانع حميّر والكلاع وخارف والبون الأسفل وبيت الورد عزلة بشلف في العدين بالجنوب الغربي من صنعاء وبنو الورد مشايخ ضمان مغرب ع
نس ومشائخ عزلة بني طيبة من مغرب عنس وأعمال ذمار جنوب صنعاء وبيت الورد في عزلة الأشمور وعزلة الضلع الأسفل ناحية الطويلة وقصر بيت الورد بارحب في الجهة الشمالية الشرقية من صنعاء و إب تحديدا النادرة وبنو الورد في عزلة الأشعوب ناحية المذيخرة وفي الشعر وعمار والحيمة وحجة.

## تاريخ

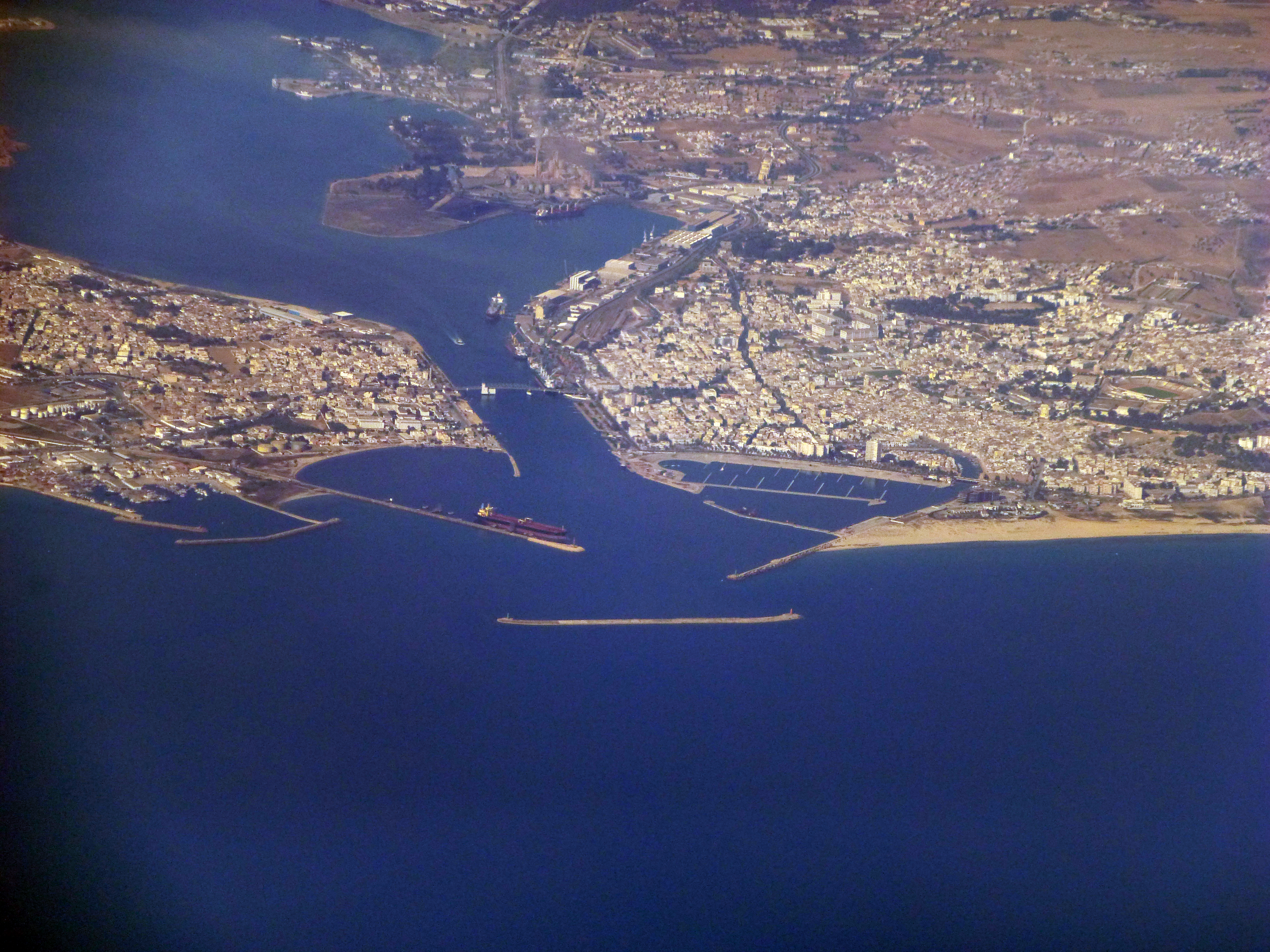
مشهد فضائي لبنزرت

مع انطلاق الغزو الهلالي لإفريقية و نجاحه في التوسع حتى وادي مجردة، استقر رجل من اللخميين يدعى أبو الرجاء الورد في قلعة قرسبنة (أو قَريشة أو قُرسْينَة كما يسميها ابن خلدون أو كريشة كما يسميها البربر) الواقعة عند جبل شعيب (جبل إشكل حاليا)، حيث أسس عصابة هناك و جمع المتردين و المغامرين المتشرّدين و أغار على القرى المجاورة و المحيطة ببنزرت وأجبرهم على دفع الإتاوة مقابل السلام، في ذلك الوقت كانت بنزرت في حالة نزاع بين لخم العرب و طرف آخر, انتهى النزاع عندما اتفق الطرفان على تولية أبو الرجاء، و طبعا قبِلَ أبو الرجاء و تم إدخاله السور و اجتمع عليه الناس كي يصبح أحد ملوك الطوائف في إفريقية، و بدأ أبو الرجاء يعمل على حماية المدينة من العرب، فعقد اتفاقية سلام مقابل إتاوة مع بنو مقدم من الأثبج و بنو دهمان من بنو علي من رياح و كان هؤلاء قد استولوا على السهول المجاورة لبنزرت، أصبح الورد قوياً و تلقب بالأمير، و ازدهرت بنزرت في عهده فشيّد المباني و المصانع و أكثر من العمران, و بنى أيضا الكثير من ما استفادت به العامّة من الناس.
و في عهد أبو الرجاء أو عهد ابنه أو حتى بعدهم لجئ أبو بكر ابن اسماعيل ابن عبد الحق ابن خراسان إلى بنزرت بعد أن قُتِل والده على يد ابن عمّه و كان ذلك عام 1106, و تعرضت بنزرت أيضا لهجمات بروغسن بن أبي علي الصنهاجي صاحب زرعة ما يقارب نفس الفترة بما يقارب 500 فارس.
بعد وفاة أبو الرجاء تولى ابنه طرّاد الذي كانت بسالته و شجاعته تخيف الأعراب, و بعد وفاته تولّى ابنه محمد بن طرّاد الذي قُتِل بعد شهر من توليه على يد أخيه مقرن (أو مقرب و ربما مقرّب) خلال مسامرة، تلقب مقرن بالأمير و نجح في حماية المدينة من العرب، و استمال عدداً كبيراً من الأنصار، و استقبل الشعراء الذين مدحوه دائما فأغدق عليهم بالهدايا، و بهذا قوي شأنه و عظم سلطانه. و بعد وفاته تولى ابنه عبد العزيز الذي سار على طريقة أبيه و جدّه و حكم عشر سنوات، ولي بعده أخوه موسى الذي حكم بنفس طريقة سابقيه و تولى أربع سنوات، و بعد وفاته تسلم أخوه عيسى زمام السلطة, شهد عيسى قدوم الموحدين عام 1157 ، و بعد أن هُزِمَ عبد الله بن عبد المؤمن الموحدي على يد بني خراسان و بني علي، استقبل عيسى عبد الله ابن الخليفة عبد المؤمن، فأكرمه و قدّم له الطاعة و طلب منه أن يترك نائباً بصفة "حافظ"، فوافق عبد الله و عيّن أبا الحسن الهَرَغي نائباً, و عندما قدم عبد المؤمن عام 1159 وضع عيسى في سجّل موظفي الدولة و أعطاه إقطاعاً خاصاً.
و نستطيع أن نعتبر هذه نهاية بنو الورد و حكمهم، رغم أن هذه النهاية غير واضحة مطلقا، فنحن لم نفهم اذا كان هذا الاقطاع الذي أعطاه عبد المؤمن هو مدينة بنزرت التي أصبحت تابعة للموحدين و بوفاة عيسى عيّن الموحدين والي من غير بنو الورد، أو أن عيسى تم اخراجه من بنزرت و اعطائه مكان آخر، و يبدوا أن الخيار الثاني هو الأرجح، و صلى الله على محمد.

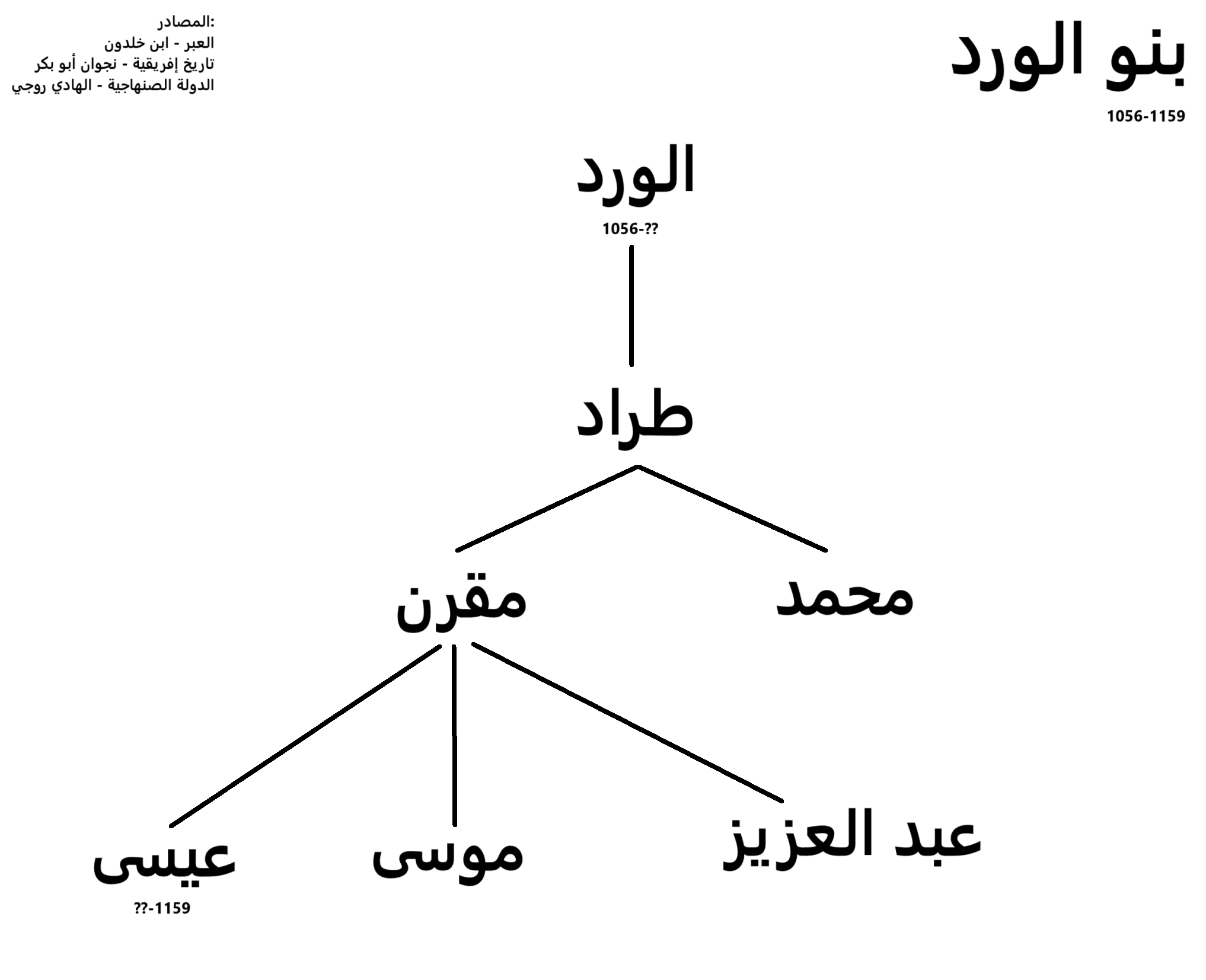
خط سلالة بنو الورد و جميع أعضائها

## الحكام
| رقم | الحكام                | تعليق                                         |
| --- | --------------------- | --------------------------------------------- |
| 1   | أبو رجاء الورد اللخمي | مؤسس الدولة                                   |
| 2   | طراد بن الورد         |                                               |
| 3   | محمد بن طراد          | ولي لشهر                                      |
| 4   | مقرن بن طراد          |                                               |
| 5   | عبد العزيز بن مقرن    | ولي لعشر سنوات                                |
| 6   | موسى بن مقرن          | ولي أربع سنين                                 |
| 7   | عيسى بن مقرن          | ولي حتى دخول عبد الله بن عبد المؤمن سنة 1159م |